# Stan Van Gundy
Stanley Alan Van Gundy (ur. 26 sierpnia 1959 w Indio) – amerykański trener koszykarski.

## Życiorys

### Kariera trenerska

#### Miami Heat
Van Gundy zaczynał karierę trenera będąc asystentem Pata Rileya. W latach 1995–2003 pracował z nim w Miami Heat. Potem objął posadę pierwszego szkoleniowca drużyny z Florydy. W sezonie 2003/2004 jego drużyna zanotowała bilans 42–40. W play-off dotarła do 2. rundy. Rok później Van Gundy wygrał z Miami Heat 59 meczów w sezonie zasadniczym, przegrywając zaledwie 23. W play-off drużyna odpadła w finale konferencji. Sezon 2005/2006 był jego ostatnim w Heat. 12 grudnia 2005 zrezygnował z pracy w tym zespole. Łącznie w sezonie 2005/2006 poprowadził Heat w 21 spotkaniach, wygrywając 11 z nich. 

#### Orlando Magic
W 2007 Van Gundy objął posadę pierwszego szkoleniowca innej drużyny z Florydy, a mianowicie Orlando Magic. W swoim pierwszym sezonie Van Gundy wygrał 52 z 82 spotkań "Magii z Orlando". W play-off drużyna prowadzona przez Dwighta Howarda dotarła do półfinału konferencji. Rok później Orlando wygrało 59 spotkań w sezonie zasadniczym, a Van Gundy mógł cieszyć się z wicemistrzostwa NBA. 28 września 2009 Van Gundy przedłużył kontrakt z Orlando Magic do 2011 roku. 21 maja 2012 został zwolniony z posady trenera Magic.

#### Detroit Pistons
W maju 2014 podpisał pięcioletni, wart 35 milionów dolarów kontrakt z drużyną Detroit Pistons. Łączy funkcje głównego trenera oraz prezydenta do spraw transferów koszykarskich (ang. President of Basketball Operations). Będzie trzecim w NBA aktywnym trenerem łączącym obie funkcje. Pozostali dwaj to Doc Rivers (Los Angeles Clippers) oraz Gregg Popovich (San Antonio Spurs). 7 maja 2018 został zwolniony ze stanowiska głównego trenera oraz prezesa do spraw operacji koszykarskich.
22 października 2020 został trenerem New Orleans Pelicans. 17 czerwca 2021 został zwolniony ze stanowiska.

### Rodzina
Stan Van Gundy ma żonę Kim oraz czworo dzieci, Shannona, Michaela, Alison oraz Kelly. Jego ojciec Bill był trenerem koszykówki na uniwersytecie Brockport State w Nowym Jorku. Brat Stana Van Gundy'ego, Jeff także jest trenerem koszykówki. W latach 1995–2007 prowadził New York Knicks i Houston Rockets.